# 82. østlige længdekreds
Den 82. østlige længdekreds (eller 82 grader østlig længde) er en længdekreds, der ligger 82 grader øst for nulmeridianen. Den løber gennem Ishavet, Asien, det Indiske Ocean, det Sydlige Ishav og Antarktis.